# Cophocerotis subinquinata
Cophocerotis subinquinata är en fjärilsart som beskrevs av Paul Dognin 1913. Cophocerotis subinquinata ingår i släktet Cophocerotis och familjen mätare. Inga underarter finns listade i Catalogue of Life.